# Il figlio del corsaro rosso (film 1959)
Il figlio del corsaro rosso è un film del 1959, diretto da Primo Zeglio.

## Trama
Fiandre, XVII secolo. Enrico Conte di Ventimiglia, figlio del famoso Corsaro Rosso, intende vendicare la morte del padre a causa del traditore Van Hais. Un giorno durante una battaglia, lo cattura, ma il filibustiere gli promette che, se verrà salvato, gli rivela dove si trova nascosta la sorella, di cui si erano perse le tracce da anni. Neala, sorella di Enrico, è a Maracaibo sotto mentite spoglie, sicché Enrico parte in viaggio, per impedire che lei sia usata dal Governatore di Panama per i suoi traffici, e in più dovrà riconquistare l'affetto dell'amata Marchesa di Montelimar.